# Грузберг, Людмила Александровна
Людми́ла Алекса́ндровна Гру́зберг (8 декабря 1936, Пермь — 28 октября 2020, там же) — советский и российский лингвист-диалектолог, лексиколог, лексикограф, специалист по пермским говорам, автор и соавтор словарей и справочников русского языка.
Подготовила и опубликовала в соавторстве первую хрестоматию пермских говоров, словарь говора деревни Акчим, словарь русского литературного языка начала XXI века (издательство «Флинта», 2015). Один из лидеров научного направления «Региональная лексикология, лексикография и ономастика» в ПГНИУ.
Жена лингвиста, переводчика А. А. Грузберга.

## Биография
В 1954 году окончила в г. Молотов (Пермь) среднюю школу.
В 1959 году окончила историко-филологический факультет Пермского университета по специальности «Филолог. Преподаватель русского языка и литературы».
С 1959 года работала в Пермском университете лаборантом кафедры русского языка и общего языкознания, затем ассистентом (1966), старшим преподавателем (1970), доцентом (1973–2013).
1962–1966 годы — аспирант кафедры русского языка и общего языкознания филологического факультета Пермского университета.
1968 год — защита диссертации на соискание ученой степени кандидата филологических наук в Ленинградском филиале АН СССР на тему «Лексико-семантический анализ вводных элементов одного говора (к проблеме системы в лексике)» под научным руководством М. А. Генкель.
1973–1974 годы — преподаватель русского языка, лектор. Центр русских исследований, г. Дели, Индия.
1975–1976 годы — преподаватель русского языка, лектор. Университет, г. Росток, Германия (ГДР).
1985–1987 годы — преподаватель русского языка. Университет, г. Осло, Норвегия.

### Семья
Муж — Александр Абрамович Грузберг, лингвист, переводчик, автор старейшего перевода на русский язык трилогии Дж. Р. Р. Толкина «Властелин колец».
Сын — Илья Александрович Грузберг, физик, профессор университета штата Огайо в городе Колумбусе (США).
Дочь — Юлия Александровна Баталина, журналист.

## Научная деятельность
Как лингвист Л. А. Грузберг развивала одно из старейших направлений диалектологической школы Пермского университета. Она провела большую работу по сбору и систематизации диалектологического материала, выявляющего специфику говоров севера Пермской области (Чердынский, Красновишерский и др. районы). В качестве автора-составителя участвовала в издании Акчимского словаря и коллективной хрестоматии пермских говоров.
Высоко оценивается научное творчество Л. А. Грузберг, решавшей вопросы диалектной лексикологии, взаимодействия литературного языка и народной речи, изучавшей специфичные для пермских говоров явления (особенности словоизменения, вводные слова и конструкции, обращения, факты транспозиции, заимствованные из коми-пермяцкого языка синтаксические конструкции, региолекты, интердиалекты и др.), внесшей значительный вклад в развитие пермской диалектной лексикографии. Вместе с Т. И. Ерофеевой Л. А. Грузберг оказалась у истоков пермской школы социо- и психолингвистики. В соавторстве с А. Н. Борисовой и А. П. Шварц она подготовила первую хрестоматию пермских говоров.
Одной из первых в России начала исследовать парадокс и антиномию (с разбором конкретных примеров антиномий) как лингвистические явления; дала определение концепта как лингвистического феномена, решая вопрос о месте концепта (культурно-ментально-языковой единицы) в ряду других единиц языка, а также вопрос о концептуальном анализе. На её разработки в этих областях часто ссылаются другие исследователи. Является автором понятия «художественная дефиниция», которое сегодня используется лингвистами и литературоведами. Первой в Перми стала изучать и преподавать сербскохорватский язык.
Л. А. Грузберг и А. А. Грузберг являются создателями серии словарей для школьников, включающей словари: словообразовательный, иностранных слов, слов с удвоенными согласными, пословиц и поговорок, крылатых слов и пр..
Л. А. Грузберг перевела с фламандского языка по заказу артиста Владимира Данилина книгу Пита вана Пепейна «Как я стал фокусником» (Пермь: Урал-Пресс, 1993) под псевдонимом «Б. Романова-Арсеньева». Псевдоним, согласно семейной традиции, был составлен из обозначений имён и родственных отношений: "Б. — «бабушка», «Романова-Арсеньева» — Романа и Арсения (внуки Л. А. Грузберг). А. А. Грузберг, муж Л. А. Грузберг, некоторые из своих переводов подписывал «Д. Арсеньев» — «дед Арсения».

### Список публикаций с оценкой или ссылками на научные достижения Л. А. Грузберг
- Золотых Л. Г., Бочарникова И. В. Антиномическая природа концепта «жизнь» // Вестник Российского университета дружбы народов. Серия: Русский и иностранные языки и методика их преподавания. 2013. № 3.
- Бочарникова И. В. Репрезентация системы отношений между компонентами концептуальной диады «жизнь — смерть» (недоступная ссылка) // Гуманитарные исследования. 2012. № 2 (42).
- Пригаркина Е. А. Парадокс и антиномия: параллельные пересекаются // Вестник ТвГУ. Серия «Филология». Выпуск «Лингвистика и межкультурная коммуникация». 2008. № 13. С. 184—189.
- Бондаренко О. Ю. Антиномия «мудрость — безумие» в контркультуре США 1950—1960-х гг.: Дис. … канд. культурологии. Москва, 2009.
- Жеребило Т. В. Концепт как объект науки // Lingua-universum. 2006. № 6. С. 98-102.
- Мишланова С. Л., Пермякова Т. М. Современная концептосфера: направления и перспективы // Стереотипность и творчество в тексте: Межвуз. сб. научн. трудов / Отв. ред. М. П. Котюрова; Перм. ун-т. Пермь, 2004. С. 351—365.
- Голембовская Н. Г. Лингвокультурные антиномии в русских и литовских паремиях: дис. … канд. филол. наук. Волгоград, 2014.
- Полякова Е. Н., Русинова И. И., Боброва М. В. Научное направление «региональная лексикология, лексикография, ономастика» в Пермском университете // Вестник Пермского университета. Российская и зарубежная филология. 2016. № 1 (33). С. 137—154.
- Попов И. А. «Словарь говора деревни Акчим Красновишерского района Пермской области» // Живое слово в русской речи Прикамья / Перм. гос. ун-т. Пермь, 1993. С. 210—213.
- Абрамичева Е. Н., Быковская Ю. Р. Средства создания парадоксальной образности в романе М. Зусака «Книжный вор» // Язык. Культура. Коммуникация. Материалы IX Всероссийской заочной научно-практической конференции с международным участием. 2016. С. 3-17.
- Ерофеева Т. И., Ерофеева Е. В. Социальная диалектология в Пермском университете (краткий обзор, 1916—2016) // Вестник Пермского университета. Российская и зарубежная филология. 2016. Выпуск 3(35). С. 112—121.
- Ливинская И. В. К вопросу о региональном варьировании национального языка // Вестник Московского государственного областного университета. Серия: Русская филология. 2015. № 6. С. 37-42.
- Ерофеева Т. И. Локальные маркеры в городском пространстве // Социо- и психолингвистические исследования. 2015. № 3. С. 36-40.
- Черемисина Е. В. О региолекте в современном языкознании // Перспективы развития современных гуманитарных наук: Сборник научных трудов по итогам международной научно-практической конференции. 2015. С. 45-49.
- Ерофеева Е. В. Языковая ситуация пермского края: особенности русской спонтанной речи и методы исследования // Вестник Пермского университета. Российская и зарубежная филология. 2013. № 3 (23). С. 7-16.
- Ерофеева Т. И. Речевой узус современного города // Вестник Пермского университета. Российская и зарубежная филология. 2012. № 3. С. 22-25.
- Боброва М. В. К проблеме определения статуса компаративных оборотов как фразеологических // Вестник Пермского университета. Российская и зарубежная филология. 2012. № 4. С. 22-28.
- Хорошева Н. В. Региолект как промежуточный идиом во французском и русском языках // Вестник Пермского университета. Российская и зарубежная филология. 2011. № 3. С. 32-36.
- Хорошева Н. В. Статус и функции региолекта во французском и русском языках: к постановке проблемы // Иностранные языки в контексте культуры: Межвузовский сборник статей по материалам конференций. Отв. Ред. Н. В. Шутёмова. Пермь, 2011. С. 139—143.
- Иомдин Б. Л. Материалы к словарю-тезаурусу бытовой терминологии. Свитер: образец словарной статьи // Слово и язык: Сборник статей к 80-летию акад. Ю. Д. Апресяна. Москва, 2011. С. 392—406.

## Избранные публикации
Научные статьи — более 130.

### Монографии
- Борисова А. Н., Грузберг Л. А., Шварц А. П. Хрестоматия говоров Пермской области. Пермь, 1976. 132 с.
- Грузберг Л. А. Материалы к словарю «Афористика Пермского края» // Живая речь Пермского края в синхронии и диахронии. Пермь, 2008. Вып. 2. С. 4-121.

### Статьи
1. Грузберг Л. А. Вводные слова, указывающие на источник сообщения, в говоре д. Акчим // Вопросы русского и славянского языкознания. Пермь, 1965. С. 45-54.
2. Грузберг Л. А. О разграничении устной литературной речи и городского просторечия // Живое слово в русской речи Прикамья / ред. Ф. Л. Скитова; Перм. гос. ун-т. Пермь, 1989. С. 26-31.
3. Грузберг Л. А. Концепт, или Отчего Америка — концепт, а Финляндия — нет? // Филолог. Выпуск № 1. 2002.
4. Грузберг Л. А. Концепт // Стилистический энциклопедический словарь русского языка. М.: Флинта: Наука, 2003. С. 181—184. http://stylistics.academic.ru/66/Концепт
5. Грузберг Л. А. Антиномия // Филолог: науч.-метод. культурно- просветительский журнал Перм. гос. пед. ун-та. Выпуск № 2. 2003.
6. Грузберг Л. А., Суслова К.С. Жизнь — смерть — бессмертие в аспекте теории концепта // Филологические заметки, Пермь; Любляна, 2004. Вып. 3, ч. 2. С. 95-111.
7. Грузберг Л. А., Савельева А. Ю. Системность и парадоксальность: взаимодействие или взаимоисключение? // Филологические заметки. Пермь; Любляна, 2004. Вып. 3, ч. 1. С. 111—115.
8. magazine/do/mp Грузберг Л. А. Образность — категория лингвистическая? // Филолог: науч.-метод. культурно- просветительский журнал Перм. гос. пед. ун-та. Пермь, 2005. Вып.6.
9. Грузберг Л. А. Народная афористика сквозь призму парадоксальности // Проблемы социо- и психолингвистики. Пермь, 2008. Вып. 11. С. 80-86.
10. Грузберг Л. А. Материалы к словарю «Афористика Пермского края» // Живая речь Пермского края в синхронии и диахронии. Пермь, 2008. Вып. 2. С. 4-121.
11. Грузберг Л. А., Пшеничникова Л. А. МИР-ВОЙНА (к проблеме антонимии в сфере концептов) // Проблемы социо- и психолингвистики. Пермь, 2009. Вып. 13. С. 109—120.
12. Грузберг Л. А., Ерофеева Т. И. Социолингвистический глоссарий пермских локализмов как словарь нового типа // Проблемы истории, филологии, культуры: науч. журн. РАН / под ред. М. Г. Абрамзона. М.; Магнитогорск; Новосибирск: Изд-во ООО «Аналитик», 2009. Вып. 2(24). С.476-481.
13. Грузберг Л. А. Региолект // Филолог: науч.-метод. культурно- просветительский журнал Перм. гос. пед. ун-та. Пермь, 2010. Вып. 11.
14. Грузберг Л. А. Концептуальный (концептный) анализ — есть ли он? // Филолог. Выпуск № 10. 2010.
15. Грузберг Л. А. «Системность» и «антиномичность» — понятия взаимоисключающие? // Социо- и психолингвистические исследования. Пермь: Пермский государственный национальный исследовательский университет, 2011. Вып. 15. С. 100—105.
16. Грузберг Л. А. Акчимская матрица // Филологический факультет: события и люди. Страницы истории филологического факультета Пермского университета / сост. Н. Е. Васильева; отв. за вып. Б. В. Кондаков; Перм. гос. нац. иссл. ун-т. Пермь, 2011. 608 с. С. 65-67.
17. Грузберг Л. А. О самоназваниях // Филологический факультет: события и люди. Страницы истории филологического факультета Пермского университета / сост. Н. Е. Васильева; отв. за вып. Б. В. Кондаков; Перм. гос. нац. иссл. ун-т. Пермь, 2011. 608 с. С. 72-80.
18. Грузберг Л. А. Лингвистическая география // Филолог: науч.-метод. культурно- просветительский журнал Перм. гос. пед. ун-та. Пермь, 2013. Вып.25.

### Словари и справочники

#### Кафедра языкознания
Принимала участие в работе по сбору и систематизации материала для следующих словарей, составленных кафедрой общего и славянского языкознания Пермского университета (ныне — кафедра теоретического и прикладного языкознания):
1. Словарь говора д. Акчим Красновишерского района Пермской области / ред. Ф. Л. Скитова; в 6 т. Перм. ун-т. Пермь, Пермь, 1984—2011. Вып. 6. Гл. ред. Ф. Л. Скитова, Л. А. Грузберг.
2. Словарь русских говоров севера Пермского края. Пермь, 2011. Вып. 1. А-В. 364 с.
3. Социолингвистический глоссарий пермских локализмов (2017).

#### В соавторстве сА. А. Грузбергом
1. Грузберг А. А., Грузберг Л. А. Слова с удвоенными согласными. Екатеринбург: Литур, 2006. 128 с.
2. Грузберг А. А., Грузберг Л. А. Слитно? Раздельно? Через дефис? Екатеринбург: Литур, 2006. 256 с.
3. Грузберг А. А., Грузберг Л. А. С прописной или строчной буквы? Екатеринбург: Литур, 2006. 158 с.
4. Грузберг А. А., Грузберг Л. А. Иностранные слова. Екатеринбург: Литур, 2006. 208 с.
5. Грузберг А. А., Грузберг Л. А. Крылатые слова и цитаты. Екатеринбург: Литур, 2008. 126 с.
6. Грузберг А. А., Грузберг Л. А. Пословицы и поговорки. Екатеринбург: Литур, 2008. 160 с.
7. Грузберг А. А., Грузберг Л. А. Словообразовательный словарь: ок. 8000 слов. Пермь: ПГПУ, 2009. 157 с.
8. Грузберг А. А., Грузберг Л. А. Словарь русского литературного языка начала XXI века  / авт.-сост. А. А. Грузберг, Л. А. Грузберг. М.: ФЛИНТА, 2015. 1438 с. ISBN 978-5-9765-2403-3.